# Het masker
"Het masker" is een nummer van het Nederlandse duo Nick & Simon. Het nummer werd uitgebracht op hun album Luister uit 2009. Op 6 november van dat jaar werd het nummer uitgebracht als de vierde single van het album.

## Achtergrond
"Het masker" is geschreven door Simon Keizer en Gordon Groothedde en geproduceerd door Groothedde. De single markeerde het einde van een succesvol jaar van het duo; het werd hun vierde nummer 1-hit in de Single Top 100 gedurende 2009, nadat "Vallende sterren", "De dag dat alles beter is" en "Lippen op de mijne" ook al deze positie behaalden. Hiermee werd het duo de eerste Nederlandse act die dit presteerde. In de Nederlandse Top 40 was de single genoteerd als dubbele A-kant met het kerstlied "Santa's Party" en bereikte het de achtste plaats. Op deze single stonden ook covers van "2000 Miles" van The Pretenders en "Christmas was a friend of mine" van Fay Lovsky. De videoclip van het nummer bevat een optreden van het duo in Rotterdam Ahoy op 9 mei 2009, dat ook werd uitgebracht op de dvd Overal.

## Hitnoteringen

### Nederlandse Top 40
| Hitnotering: 14-11-2009 t/m 23-01-2010 | Hitnotering: 14-11-2009 t/m 23-01-2010 | Hitnotering: 14-11-2009 t/m 23-01-2010 | Hitnotering: 14-11-2009 t/m 23-01-2010 | Hitnotering: 14-11-2009 t/m 23-01-2010 | Hitnotering: 14-11-2009 t/m 23-01-2010 | Hitnotering: 14-11-2009 t/m 23-01-2010 | Hitnotering: 14-11-2009 t/m 23-01-2010 | Hitnotering: 14-11-2009 t/m 23-01-2010 | Hitnotering: 14-11-2009 t/m 23-01-2010 | Hitnotering: 14-11-2009 t/m 23-01-2010 | Hitnotering: 14-11-2009 t/m 23-01-2010 | Hitnotering: 14-11-2009 t/m 23-01-2010 |
| Week                                   | 1                                      | 2                                      | 3                                      | 4                                      | 5                                      | 6                                      | 7                                      | 8                                      | 9                                      | 10                                     | 11                                     |                                        |
| -------------------------------------- | -------------------------------------- | -------------------------------------- | -------------------------------------- | -------------------------------------- | -------------------------------------- | -------------------------------------- | -------------------------------------- | -------------------------------------- | -------------------------------------- | -------------------------------------- | -------------------------------------- | -------------------------------------- |
| Positie                                | 36                                     | 18                                     | 14                                     | 10                                     | 10                                     | 8                                      | 15                                     | 13                                     | 17                                     | 28                                     | 39                                     | uit                                    |

### Single Top 100
| Hitnotering: 14-11-2009 t/m 16-01-2010 | Hitnotering: 14-11-2009 t/m 16-01-2010 | Hitnotering: 14-11-2009 t/m 16-01-2010 | Hitnotering: 14-11-2009 t/m 16-01-2010 | Hitnotering: 14-11-2009 t/m 16-01-2010 | Hitnotering: 14-11-2009 t/m 16-01-2010 | Hitnotering: 14-11-2009 t/m 16-01-2010 | Hitnotering: 14-11-2009 t/m 16-01-2010 | Hitnotering: 14-11-2009 t/m 16-01-2010 | Hitnotering: 14-11-2009 t/m 16-01-2010 | Hitnotering: 14-11-2009 t/m 16-01-2010 | Hitnotering: 14-11-2009 t/m 16-01-2010 |
| Week                                   | 1                                      | 2                                      | 3                                      | 4                                      | 5                                      | 6                                      | 7                                      | 8                                      | 9                                      | 10                                     |                                        |
| -------------------------------------- | -------------------------------------- | -------------------------------------- | -------------------------------------- | -------------------------------------- | -------------------------------------- | -------------------------------------- | -------------------------------------- | -------------------------------------- | -------------------------------------- | -------------------------------------- | -------------------------------------- |
| Positie                                | 3                                      | 5                                      | 1                                      | 1                                      | 1                                      | 3                                      | 3                                      | 14                                     | 48                                     | 78                                     | uit                                    |

### NPO Radio 2 Top 2000
| Nummer met noteringen in de NPO Radio 2 Top 2000 | '10  | '11 | '12  | '13  |
| ------------------------------------------------ | ---- | --- | ---- | ---- |
| Het masker                                       | 1074 | 948 | 1796 | 1798 |

1. ↑  Een vetgedrukt getal geeft de hoogste notering aan.
2. ↑  2010 was het eerste jaar met een notering voor dit nummer.
3. ↑  Deze tabel is bijgewerkt tot en met de laatste editie (2024).